# PGC 32226
LEDA/PGC 32226 (auch NGC 3377A) ist eine spiralförmige Zwerggalaxie vom Hubble-Typ SBm im Sternbild Löwe auf der Ekliptik. Sie ist schätzungsweise 21 Millionen Lichtjahre von der Milchstraße entfernt und hat einen Durchmesser von etwa 15.000 Lichtjahren.

Gemeinsam mit Messier 95, Messier 96, Messier 105, NGC 3299, NGC 3377, NGC 3384, NGC 3412, NGC 3489 bildet sie die M 96-Gruppe.